# Romain Cardis
Romain Cardis (Melun, 12 agosto 1992) è un ciclista su strada francese che corre per il team St Michel-Auber 93. È professionista dal 2016.

## Carriera
Nel 2015 vince due tappe e la classifica finale del Tour du Loir-et-Cher. Passato professionista con la Direct Énergie nel 2016, insieme al suo compagno di squadra Lilian Calmejane, al Giro delle Fiandre di quell'anno è vittima di una caduta che gli causa la frattura dello scafoide. In stagione partecipa comunque alla sua prima Vuelta a España.
Nel 2018 ottiene la prima vittoria da pro, aggiudicandosi la prima frazione del Tour de Wallonie.

## Palmarès

### Strada
- 2011 (Véranda Rideau Sarthe, due vittorie)

Grand Prix de la Saint-Laurent dilettanti
Grand Prix d'Ambrières-les-Vallées
- 2012 (Vendée U, due vittorie)

2ª tappa, 2ª semitappa Tour des Deux-Sèvres
- 2013 (Vendée U, tre vittorie)

La Suisse Vendéenne
2ª tappa Tour d'Eure-et-Loir
Circuit des Deux Provinces
- 2014 (Vendée U, due vittorie)

Boucles de la Loire
Classifica generale Tour de Seine-Maritime
- 2015 (Vendée U, otto vittorie)

2ª tappa Tour du Loir-et-Cher
4ª tappa Tour du Loir-et-Cher
Classifica generale Tour du Loir-et-Cher
Classifica generale Tour d'Eure-et-Loir
Trophée Louis Caiveau
Circuit des Deux Provinces
Classique Champagne-Ardenne
Trophée des Champions
- 2018 (Direct Énergie, una vittoria)

Tour de Wallonie (La Louvière > Les Bons Villers)
- 2021 (St Michel-Auber 93, una vittoria)

Parigi-Troyes

#### Altri successi
- 2013 (Vendée U)

3ª tappa  Tour de Seine-Maritime (cronosquadre)
- 2014 (Vendée U)

3ª tappa Tour d'Eure-et-Loir (cronosquadre)
3ª tappa Tour de Seine-Maritime (cronosquadre)
- 2015 (Vendée U)

Classifica a punti Tour du Loir-et-Cher
Classifica giovani Tour du Loir-et-Cher

## Piazzamenti

### Grandi Giri
- Vuelta a España

2016: 148º

### Classiche monumento
- Giro delle Fiandre

2016: ritirato
2017: ritirato
2020: ritirato
- Parigi-Roubaix

2017: fuori tempo massimo
2018: fuori tempo massimo
2019: ritirato